# 蘇俄-立陶宛和平條約
蘇俄-立陶宛和平條約，又稱莫斯科和約，是蘇俄和立陶宛在1920年7月12日簽訂的一份和約。蘇俄簽訂此條約的目的是為了換取立陶宛在蘇波戰爭中採取中立。和約規定蘇俄承認立陶宛獨立，換取立陶宛允許蘇俄軍隊在立陶宛國內自由行動。此條約是立陶宛獨立獲得國際承認的重要里程碑。條約也劃定了立陶宛和蘇俄的東部國界。

## 外部連結
- Treaty text in English, Russian, Lithuanian, and French
- Lithuania and Soviet Government of Russia - Peace Treaty and Protocol, signed at Moscow, July 12, 1920 （页面存档备份，存于）